# Smyril Line
P/F Smyril Line ist eine Reederei in Tórshavn auf den Färöern. Sie betreibt die Fährlinie zwischen Island, den Färöern und Dänemark sowie verschiedene Frachtlinien zwischen Kontinentaleuropa, den Färöern und Island.

## Geschichte

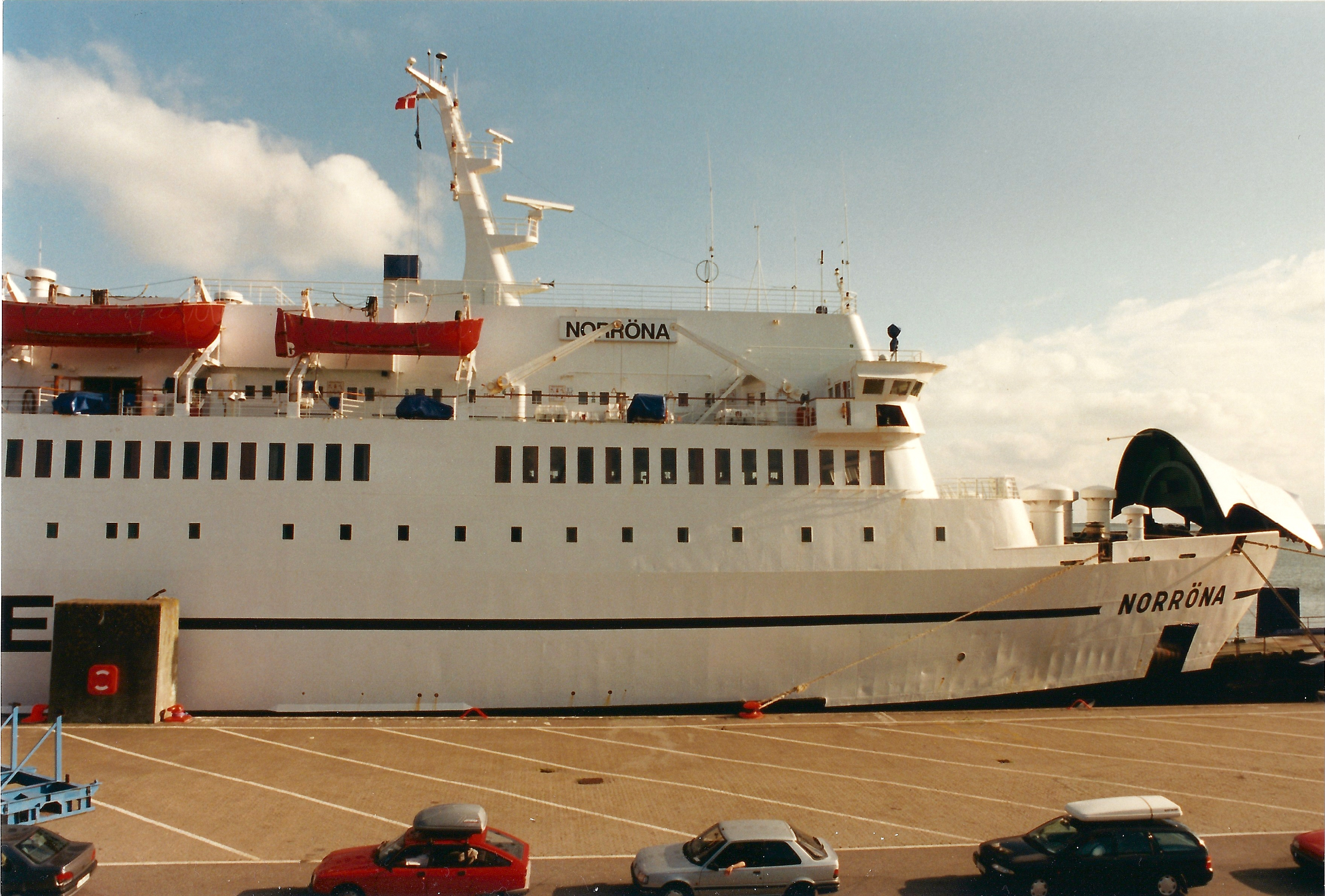
Die erste Norröna in Esbjerg (Foto 1997)

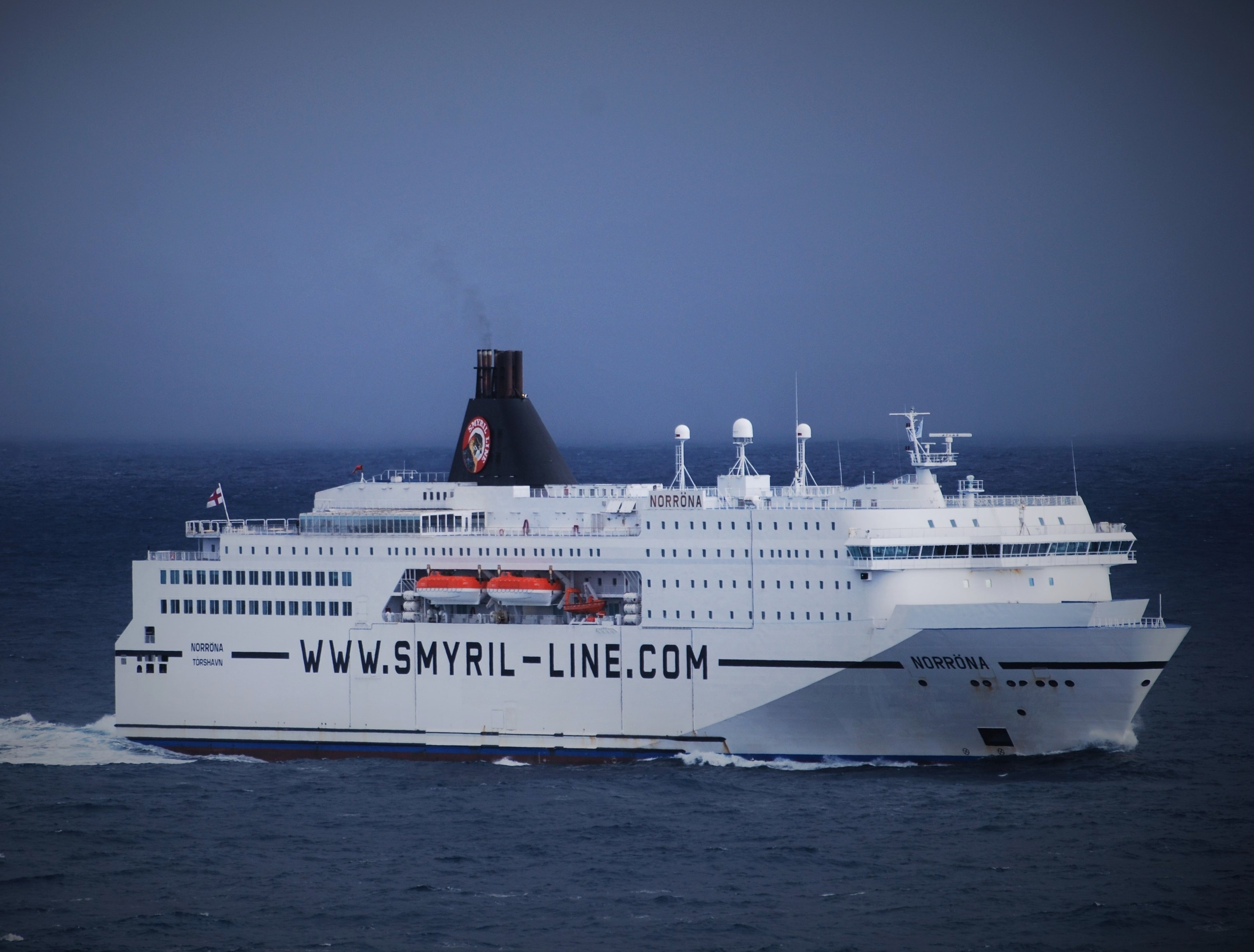
Die neue Norröna (Foto 2013)

Im Jahre 1982 wurde die Fähr-Reederei Smyril Line mit dem Ziel gegründet, Länder und Inselstaaten im Nordatlantik miteinander zu verbinden und damit die Anbindung der Färöer an internationale Verkehrsnetze zu verbessern. Die Smyril Line knüpft damit an die Fährdienste der staatlichen „Strandfaraskip Landsins“ an, die unter anderem mit ihrem Flaggschiff Smyril den innerfäröischen Fährverkehr abdeckt. „Smyril“ ist der färöische Name für den Merlin, den einzigen auf den Färöern heimischen Greifvogel. Trotz der gemeinsamen Namensverwendung haben das Schiff Smyril und die Reederei Smyril Line keine direkte Verbindung miteinander. Die Gründung der Smyril Line ging jedoch darauf zurück, dass die Smyril (IV) seit 1975 im Sommer jeweils erfolgreich für zwei Monate für den Autofährverkehr zwischen den Färöern, Island und Norwegen eingesetzt worden war.
Die Smyril Line hat ihren Hauptsitz in Tórshavn auf den Färöer-Inseln und unterhält weitere reedereieigene Buchungsbüros im dänischen Hirtshals, in Reykjavík auf Island sowie in Kiel in Deutschland. Des Weiteren bestehen Generalagenturen von Smyril Line u. a. in Schweden, Finnland, Österreich, der Schweiz, Benelux, Frankreich und Italien.
Zunächst kaufte Smyril Line die schwedische Fähre Gustav Vasa, die bis dahin auf der Linie Malmö–Travemünde eingesetzt war. Mit der in Norröna umbenannten Fähre wurde zunächst der Fährdienst nur in den Monaten von April bis September angeboten, ab Ende 1998 ganzjährig. In den Sommermonaten, wenn die Norröna durch den Fährdienst ausgelastet war, wurde zusätzlich ein RoRo-Schiff gechartert.
Im Jahre 1998 wurde die Frachtabteilung unter dem Namen Smyril Line Cargo gegründet. Durch den Neubau des Fährschiffes Norröna 2003 wurde das alte Schiff Norröna I für die Linie Hanstholm-Tórshavn eingesetzt. Die Ladekapazität umfasste 13.000 Tonnen Güter pro Woche. Seit Anfang Oktober 2010 verbindet die Smyril Line Hirtshals wöchentlich mit Tórshavn und mit Seyðisfjörður auf Island. Die Frachtabteilung hat ihren Hauptsitz ebenfalls in Tórshavn. Smyril Line Cargo hat in Dänemark Niederlassungen in Hanstholm, Kolding und Hedehusene, ferner gibt es eine Repräsentanz in Seyðisfjörður.
Weitere Geschäftsfelder der Smyril Line sind Dienstleistungen für seismografische Messungen rund um die Färöer, der Betrieb von Hotels und Jugendherbergen auf den Färöern (unter anderem dem alteingesessenen Hotel Hafnia) sowie Beteiligung als Gründungsmitglied an der färöischen Ölgesellschaft Atlantic Petroleum. Zu den Eigentümern der Reederei gehört unter anderem die norwegische Havila Group.

## Norröna
Die Fähre Norröna bietet einen ganzjährigen Verkehr zwischen Dänemark und den Färöern an. Seit geraumer Zeit gab es auch wieder einen Winterfahrplan nach Island. Seit dem Fahrplan 2022/23 werden jedoch wieder längere Winterpausen auf der Teilstrecke zwischen den Färöern und Island eingelegt, nachdem die Norröna aufgrund ihrer Modernisierung bereits im Winter 2020/21 nicht eingesetzt worden war.
Aufgrund der Wetterbedingungen auf dem Nordatlantik weist man allerdings auf mögliche Unregelmäßigkeiten hin. Bei ungünstigem Wetter dienen die dänischen Häfen Esbjerg und Frederikshavn sowie Klaksvík auf den Färöern als Ausweichhäfen.

## Frachtgeschäft

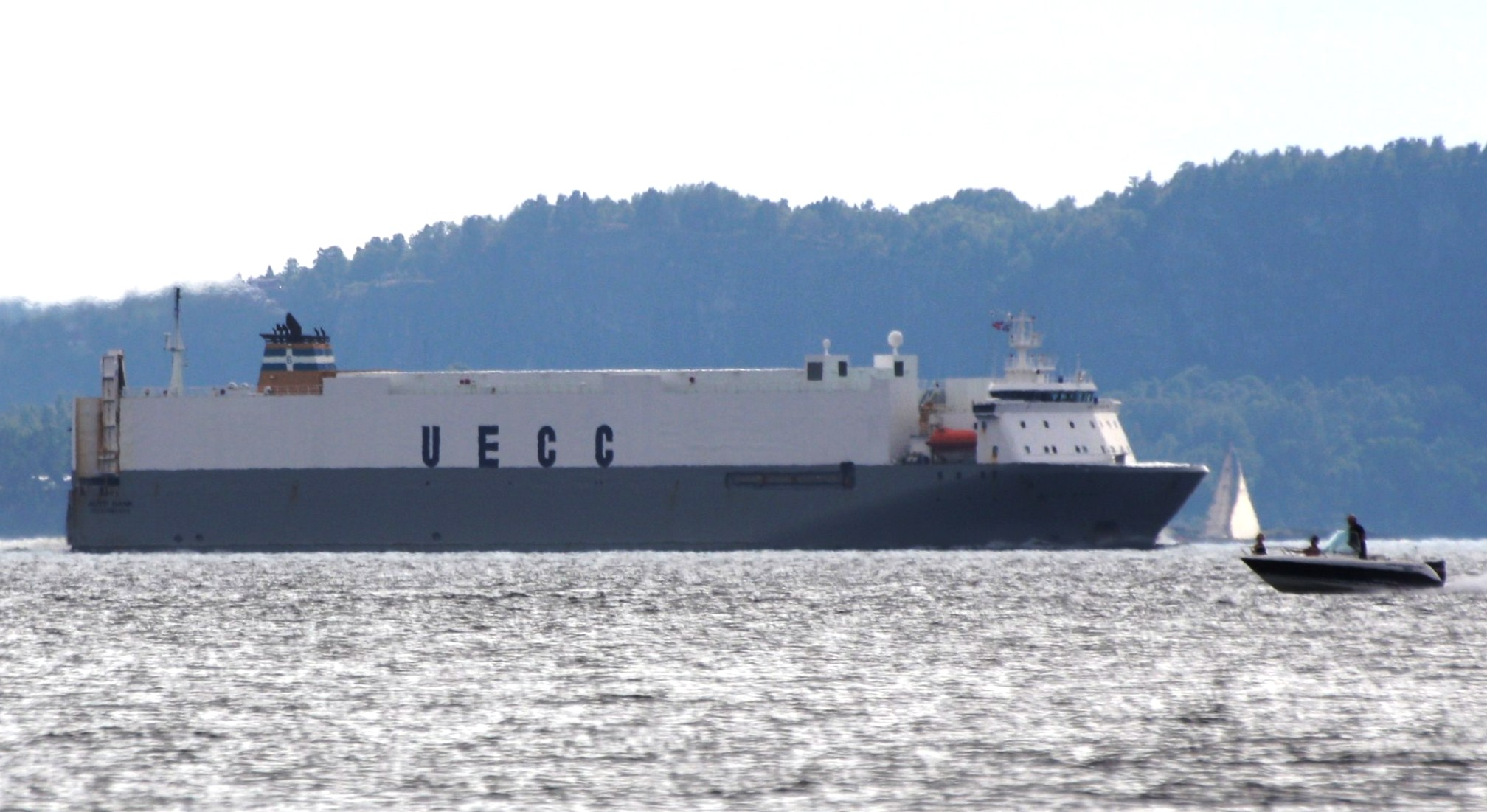
Die Mykines als Auto Baltic (Foto 2010)

Die Frachtabteilung Smyril Line Cargo betreibt die Schiffe Eystnes, Hvítanes, Akranes, Mykines und Mistral. Sie bedient verschiedene Routen:
- Rotterdam – Tórshavn – Þorlákshöfn
- Hirtshals – Tórshavn – Þorlákshöfn
- Klaipėda – Tórshavn – Seyðisfjörður[6][7]

Der 1996 in Norwegen gebaute RoRo-Frachter Mykines (ehemals Auto Baltic) wurde im April 2017 erworben. Er verkehrt zwischen Rotterdam, Tórshavn und dem isländischen Hafen Þorlákshöfn. Fracht wird auch mit der Norröna befördert.